# Concejo (Navarra)
Los concejos en la Comunidad Foral de Navarra, España, "son entidades locales enclavadas en el término de un municipio, con población y ámbito territorial inferiores al de este, con bienes propios y personalidad jurídica para la gestión de las competencias atribuidas a los mismos por esta Ley Foral [6/1990 ]":
Estas entidades locales tienen determinadas competencias, entre las que se incluyen la administración de los propios comunales. Dentro de la mayoría de los concejos suele existir una entidad de población, aunque no faltan los casos con dos o incluso más núcleos urbanos. 
De los actuales 272 municipios navarros 212 son simples, es decir, no tienen una división administrativa inferior de este tipo; pero los 60 restantes, que son municipios compuestos, cuentan con un determinado número de concejos. Los situados en la Comarca de Pamplona, pertenecientes a la Merindad de Pamplona (también llamada de la Montaña), se agrupan en los municipios denominados Cendeas; en el resto de Navarra, incluida también el resto de la merindad de Pamplona, se agrupan en las antiguas comarcad  históricas se denominan Valles; hay otros concejos que se agrupan en municipios compuestos que proceden de la fusión de otros municipios operada durante el siglo XX, que reciben la denominación de distritos municipales.

## Historia

### En el antiguo régimen
Originariamente el término concejo se utilizó —y sigue utilizándose— para denominar la asamblea de los vecinos de un lugar para resolver los asuntos de interés común. Este sistema que se remonta a la Edad Media, pero en el siglo XVIII y principios del siglo XIX, se fueron sustituyendo por las Juntas de Veintena, Quincena y Oncena, manteniéndose, sin embargo, los concejos abiertos en las localidades de menos de 50 vecinos.  y posiblemente por este motivo "la palabra 'concejo' pasó a designar no ya a una asamblea vecinal, sino a cada una de las unidades administrativas en que se divide el valle o cendea.

### Tras el final del Antiguo Régimen
Hasta la promulgación de la Ley Paccionada de 1841, en Navarra la administración local se regía por las leyes de las Cortes de Navarra, y las disposiciones de la Diputación del Reino de Navarra. Por lo que respecta a la administración local, en los arts. 5 al 7 de la citada Ley Paccionada se establecía que los Ayuntamientos se elegirían por las reglas generales de la nación, y que las administración interior de los fondos, derechos y propiedades de los pueblos se ejercerán bajo la dependencia de la Diputación provincial, con arreglo a su legislación general.
Mediante una Real Orden, del 7 de febrero de 1841, se pidió a todos los ayuntamientos de la nación que cumplimentasen unos estados con los datos de la riqueza de los vecinos, y de los jóvenes con edad de ser llamados a quintas; se confeccionó así el denominado censo de la matrícula catastral; como muestra la documentación elaborada por el Ministerio de Administración Pública sobre la variación de los municipios de España, un buen número de pueblos, que conformaron posteriores concejos, facilitaron esta información como si se tratase de Ayuntamientos independientes.
Todavía en las elecciones municipales de 1844, realizadas de acuerdo con Ley de 14 de julio de 1840, de Organización y atribuciones de los Ayuntamientos, mandada publicar con algunas modificaciones el 30 de diciembre de 1843, la Diputación de Navarra transmitió a los valles y cendeas instrucciones según las cuales, podrían optar por elegir un ayuntamiento para el valle o cendea, o para cada pueblos, procediendo después a elegir un Diputado para todo el valle y cendea.La relación de municipios que facilita el  Instituto Nacional de Estadística para 1857 muestra que en ese año la diferencia entre los Ayuntamientos y los Concejos en Navarra había quedado establecida.
Teniendo en cuenta que la legislación general no recogía el caso de los concejos, y que las principales funciones de estos se correspondían con la administración de los bienes comunales, la Diputación entendió desde el principio que debían seguir rigiéndose por las leyes de Cortes que se referían al gobierno de los pueblos, que no hacían ninguna diferenciación entre ayuntamientos y concejos. En consecuencia los concejos conservaron las mismas personalidad e independencia de los ayuntamientos para la administración de sus bienes; rigiéndose de acuerdo con la Ley de Cortes de 1817 y 1818 por Concejo abierto, junta de oncena, o de quincena, según el número de vecinos no exceda de cincuenta, ochenta o cien. Desde 1861 la Diputación dispuso que las juntas de oncena y quincena de los concejos  quedan formadas por el alcalde pedáneo, y los individuos del Ayuntamiento con residencia en ese concejo, los que hubieran ocupado ese cargo el año anterior completados con el número de mayores contribuyentes necesarios para formar el número de once o quince, sorteados entre un número triple del necesario.
Oroz y Zabaleta (1917) identifica varias cuestiones relativas con el gobierno de los concejos no resueltas satisfactoriamente: así por auto del Tribunal Supremo, del 6 de diciembre de 1894, los concejos no pueden por si plantear pleitos y han de hacerlo por el síndico del ayuntamiento; por otra parte, la presidencia de las juntas de oncena o quincena por el alcalde pedáneo, nombrado por el ayuntamiento, altera la autonomía del concejo. Considera, que este problema se debe a que las disposiciones administrativas se han formulando considerando solo los pueblos con ayuntamiento, y que se hace necesario que se regule el funcionamiento de los concejos, adaptando a sus necesidades las que rigen en los municipios.

### Reglamento para la administración municipal de 1928
El 8 de marzo de 1924, durante la dictadura de Primo de Rivera, se promulgó el Estatuto Municipal que buscando una regeneración de la vida municipal. supuso un cambio radical del régimen de los ayuntamientos.El propio estatuto, en una de sus disposiciones transitorias, disponía que siguíese en vigor el régimen especial de exacciones municipales en Navarra, nada disponía de su régumen local. La Diputación Foral de Navarra envió una delegación a Madrid, que se entrevistó con Calvo Sotelo, con Primo de Rivera y con el rey, para advertirles que la Ley Paccionada de 1841 preveía la intervención directa de la Diputación Foral en la administración económica de los municipios navarros; una cuestión que no contemplaba el Estatuto Municipal; una Real Orden de 11 de abril de 1924 reconoció que el Estatuto municipal se aplicaría en Navarra sólo en «lo que no se oponga al régimen establecido por la Ley de 16 de agosto de 1841» y además concedía a la Diputación foral la facultad de «dictar las reglas necesarias para armonizar su régimen privativo con la autonomía que el Estatuto concede a todos los Ayuntamientos de la Nación». El 4 de noviembre de 1925 se dictó el Real Decreto-Ley que establecía las bases para aplicar en Navarra el Estatuto Municipal.
Este Reglamento que, con pocas modificaciones, se mantuvo vigente hasta la Ley Foral 6/1990, de Administración Local de Navarra, regulaba con total autonomía el gobierno de los concejos, que correspondía directamente a al concejo abierto o a las juntas de oncena, quincena o veitena, según su población: hasta 250 vecinos, concejo abierto; más de 250, oncena; más de 400 quincena; y más de 500, veintena. La elección del presidente del concejo, que lo era de la junta, lo realizaba directamente los cabezas de familia, que también elegían directamente la mitad de los vocales de las juntas; a la junta se añadían los dos mayores contribuyentes en el caso de las oncenas, y los tres mayores en las quincenas y veintenas. El resto de vocales se cubrian mediante sorteo entre los cabezas de familia. Cuando un concejo quedaba deshabitado, o con menos de tres vecinos, se preveía que sus bienes fuesen tutelados por el Ayuntamiento.
Durante la vigencia de este Reglamento, una quincena de concejos quedaron bajo la tutela del correspondiente ayuntamientos. Por otra parte, la emigración del campo a las localidades más pobladas; produjo un aumento de población en los concejos de la Cuenca de Pamplona; la primera extinción de un concejo se produjo en 1953 y estuvo relacionada con el desarrollo urbano de Pamplona, que tras la extinción de Etxebakoitz, concejo de la Cendea de Cizur, integró su antiguo término No obstante las modificaciones de más entidad se produjeron con las conversiones dos concejos, contiguos a Pamplona, en municipios:  
- Burlada, concejo del Valle de Egües, en 1970 se extinguió como concejo y se constituyó como municipio (25 de septiembre de 1970[25])
- Barañáin, concejo de la Cendea de Cizur, 1984 se extinguió como concejo y se constituyó como municipio (Real Decreto, de 8 de febrero, BOE 83/1984, de 6 de abril).

### Tras la reforma y mejoramiento del Fuero
Tras la promulgación de la Ley Foral 6/1990, que por primera vez estableció estas condiciones objetivas que debía cumplir un concejo para mantenerse como tal: tener una población de más de 15 habitantes y al menos de tres unidades familiares, en 1990 se extinguieron 89 concejos, entre ellos los que en ese momento eran tutelados por los correspondientes ayuntamientos,, y 9 más en 1991. Desde entonces, aunque se han extinguido algunos concejos, el arriago de estas entidades locales es fuerte, y salvo casos de necesidad, la tendencia ha sido mantenerse siempre que cumplen las condiciones legales. 
En otros casos, por el contrario el volumen y la actividad de su población los lleva a convertirse en un municipio propio, así sucedió en los siguientes casos:
- Ansoáin, en 1991 se extinguió como concejo y se constituyó como municipio;[27]
- Berriozar, perteneciente a la Cendea de Ansoáin, en 1991 se extinguió como concejo y se constituyó como municipio[28]
- La extinción de los concejos de Ansoáin y Berriozar, llevó consigo que el resto de los concejos de la Cendea de Ansoáin, se constituyeron como municipio independiente con el nombre de Berrioplano, y con su capitalidad en la localidad de ese mismo nombre, que se mantuvo cono concejo.[29]
- Irurzun, que pertenecía al municipio de Araquil, en 1991 se extingue como Concejo y se constituye en  Municipio independiente[30]
- Beriáin, de la Cendea de Galar, en 1992 se extingue como Concejo y se constituye en Municipio independiente[31]
- Zizur Mayor, que se independizó en 1992[32] de la Cendea de Cizur, que además mantuvo un ámbito discontinuo, pues Cizur Mayor se sitúa entre Cizur Menor y el resto de los concejos de la Cendea.
- Orcoyen, que pertenecía a la Cendea de Olza, en 1992, se extingue como Concejo y se constituye en Municipio independiente[33]
- Lecumberri, donde se localizaba la Casa Ayuntamiento del Valle de Larraun, que en 1995 se independizó del Valle;[34]

En otras ocasiones, la importancia de la población del concejo en que se sitúa el Ayuntamiento ha llevado a su extinción, sin que eso suponga segregarse del Municipio, así sucedió en los siguientes casos:
- El concejo de Mutilva Baja, en el Valle de Aranguren, que se extinguió en 1991,[35] sin que supusiese el desmembramiento del Valle; posteriormente se extinguió también Mutilva Alta: de hecho actualmente Mutilva Alta y Mutilva Baja forman un continuo urbano, y por acuerdo del Ayuntamiento de 30 de marzo de 2010,[36] ambos núcleos se fusionan y pasan a denominarse Mutilva.
- El concejo de Noáin, donde se sitúa la casa Ayuntamiento del Valle de Elorz, se extinguió como Concejo en 1995,[37] y unos meses después, en agosto, el municipio pasó a denominarse Noáin (Valle de Elorz)[38]

## Administración
El gobierno y la administración de estas entidades se realiza en régimen de concejo abierto, cuando la población está entre 16 y 50 habitantes; o por una Junta concejil cuando la población supera los 50 habitantes. No obstante en los concejos con más de 50 habitantes podrán elegir el sistema de concejo abierto, mediante acuerdo de la Junta adoptado por mayoría absoluta de su número legal de miembros, con anterioridad a la convocatoria de las elecciones concejiles. El concejo abierto está formado por un presidente del concejo y por todos los residentes en el concejo que se hallen inscritos con el carácter de vecinos. La junta está formada por un presidente del concejo y cuatro vocales, todos ellos elegidos por sistema mayoritario por votación directa de entre los vecinos del concejo.
La Ley de Administración Local de Navarra sustituyó al Reglamento para la administración municipal de Navarra de 3 de febrero de 1928, en que ya se recogía las funciones y competencias de los concejos. También sustituyó a las Normas sobre Juntas de Oncena, Quincena y Veintena de 4 de julio de 1979.

## Competencias
Corresponde a los órganos de gestión y administración de los concejos el ejercicio de las competencias relativas a las siguientes materias: administración y conservación de su patrimonio, así como la regulación y ordenación de su aprovechamiento y utilización; conservación, mantenimiento y vigilancia de los caminos rurales de su término y de los demás bienes de uso y de servicio públicos de interés exclusivo del concejo; otorgamiento de licencias urbanísticas conforme al planeamiento, previo informe preceptivo y vinculante del ayuntamiento; limpieza viaria; alumbrado público; conservación y mantenimiento de cementerios; archivo concejil; y fiestas locales. 
La ejecución de obras y la prestación de servicios de exclusivo interés para la comunidad concejil pueden ser realizadas por el concejo, a su exclusivo cargo, si el municipio no las realiza o presta. Pueden asimismo ejercer los concejos las competencias que el municipio o el Gobierno de Navarra les delegue.

## Elecciones concejiles
Las elecciones a los concejos de Navarra se celebran cada cuatro años, coincidiendo con las elecciones municipales. En los casos de concejo abierto, se elige al presidente del concejo; en los casos de junta, se elige al presidente y a cuatro vocales. Las elecciones son convocadas por el Gobierno de Navarra, quien publica simultáneamente con la convocatoria una relación ordenada de los concejos agrupados por municipios, con indicación de la población de derecho de cada concejo. El sistema electoral utilizado es mayoritario uninominal para el concejo abierto y mayoritario plurinominal parcial para la junta.

## Concejos
La relación actualizada de los concejos de Navarra puede consultarse en el Instituto de Estadística de Navarra. Se recoge a continuación el número de concejos existentes de acuerdo con los datos de las cifras oficiales de los padrones municipales; en la tabla solo se incluyen los años en que ha habido modificación en el número de concejos.
| Fecha del Padrón | n.º de municipios | Variación en el n.º de municipios | n.º de concejos | Variación en n.º de concejos |
| 01/01/2024       | 272               |                                   | 345             | -1                           |
| 01/01/2018       | 272               |                                   | 346             | -1                           |
| 01/01/2016       | 272               |                                   | 347             | -1                           |
| 01/01/2014       | 272               |                                   | 348             | -3                           |
| 01/01/2011       | 272               |                                   | 351             | -2                           |
| 01/01/2009       | 272               |                                   | 353             | -1                           |
| 01/01/2008       | 272               |                                   | 354             | -2                           |
| 01/01/2006       | 272               |                                   | 356             | -2                           |
| 01/01/2005       | 272               |                                   | 358             | -4                           |
| 01/01/2004       | 272               |                                   | 362             | -1                           |
| 01/01/2003       | 272               |                                   | 363             | -1                           |
| 01/01/2001       | 272               |                                   | 364             | -2                           |
| 01/01/2000       | 272               | +1                                | 366             | -6                           |
| 01/01/1995       | 271               |                                   | 372             | -2                           |
| 01/01/1993       | 271               | +4                                | 374             | -5                           |
| 01/01/1992       | 267               | +2                                | 379             | -9                           |
| 01/03/1991       | 265               |                                   | 388             | -89                          |
| 01/01/1990       | 265               |                                   | 477             | +1                           |
| 01/04/1986       | 265               | +1                                | 476             | -1                           |
| 31/03/1984       | 264               |                                   | 477             | +2                           |
| 31/03/1983       | 264               |                                   | 475             | +1                           |
| 31/03/1982       | 264               |                                   | 474             | -1                           |
| 01/03/1981       | 264               |                                   | 475             | -                            |